# 빠삐코
빠삐코(Papico)는 일본 에자키 글리코의 "파피코"(パピコ)를 모방한 펜슬형 빙과류 제품이다. 막대 아이스크림과는 다르게 짜 먹는 것이 특징이다.  롯데웰푸드에서 1981년부터 생산하고 있으며, "쮸쮸바" 1세대에 해당하는 제품이다. 초코맛, 소다향, 밀크쉐이크, 딸기쉐이크, 달고나 맛이 있으며, 막대 아이스크림으로도 나와있다.
1989년 박수동의 고인돌 만화를 활용하여 제품 광고를 하였다. 2008년 해당 광고를 활용한 인터넷 밈으로 빠삐놈이 있다.

## 같이 보기
- 빠삐놈
- 롯데웰푸드
- 아이스크림
- 초콜릿